# Une autre histoire de l'Amérique
Pour les articles homonymes, voir Une autre histoire (homonymie).
Une autre histoire de l'Amérique (The Untold History of the United States) est une émission de télévision documentaire américaine en dix épisodes d'environ 58 minutes réalisée par Oliver Stone,, diffusée du 12 novembre 2012 au 14 janvier 2013 sur Showtime, suivie de deux épisodes "préquelles" sortis sur DVD le 15 octobre 2013.
En France, elle est diffusée à partir du 16 janvier 2014 sur Planète+.

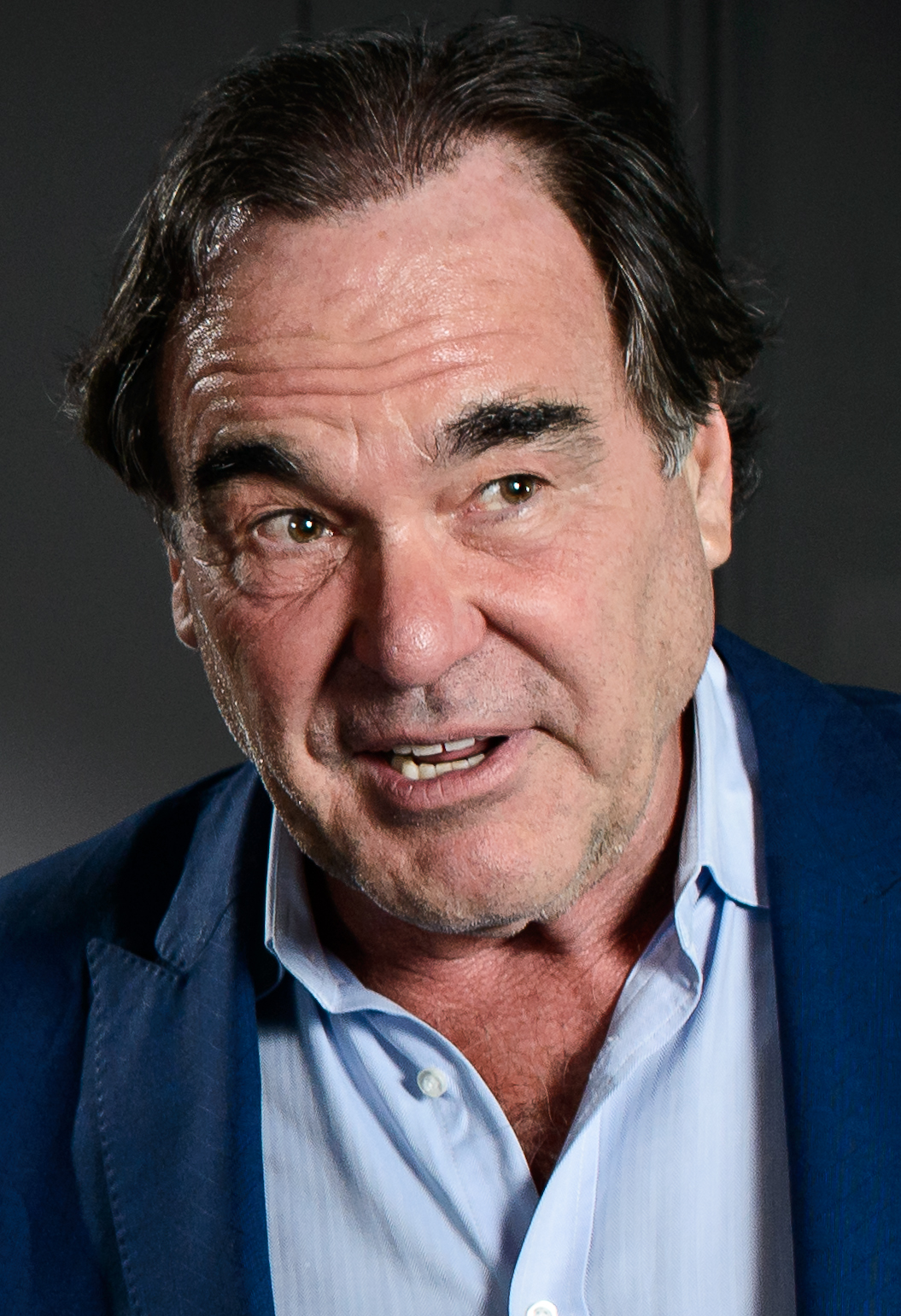
Le réalisateur et producteur Oliver Stone au Subversive Festival, en mai 2013.

Ce documentaire raconte les tensions durant la guerre froide entre le bloc de l'ouest et le bloc de l'est, mais surtout une histoire assez méconnue du grand public sur les États-Unis d'Amérique durant cette période.
Néanmoins, cette série est mal prise par des historiens conservateurs. Comme notamment Sean Wilentz qui pointe la « distorsion idéologique » qui plane sur l'oeuvre. Ou bien Ronald Radosh qui indique que : « Oliver Stone manipule les preuves et ignore celles qui contredisent ses préjugés ».

## Épisodes
1. La Seconde Guerre mondiale
2. Roosevelt, Truman et Wallace
3. La Bombe
4. La Guerre froide : 1945-1950
5. Les Années 50 : Eisenhower, la bombe et le tiers-monde
6. JFK
7. Johnson, Nixon et le Vietnam
8. Reagan, Gorbatchev et le tiers-monde
9. Bush et Clinton
10. Bush et Obama : l'ère du terrorisme